# 1. Klasse Niederschlesien 1941/42
De 1. Klasse Niederschlesien 1941/42 was het eerste voetbalkampioenschap van de 1. Klasse Niederschlesien, die fungeerde als tweede divisie onder de Gauliga Niederschlesien. De voorgaande jaren speelden de clubs in de Bezirksliga Niederschlesien en Mittelschlesien. Om oorlogsredenen werd de competitie in vier regionale groepen opgedeeld waarvan de winnaars aan een eindronde deelnamen om te promoveren. 

## 1. Klasse

### Groep Bergland
| Plaats | Club                            | Wed. | W  | G | V  | Saldo | Ptn   |
| ------ | ------------------------------- | ---- | -- | - | -- | ----- | ----- |
| 1.     | LSV Richthofen Schweidnitz      | 14   | 12 | 2 | 0  | 62:17 | 26:02 |
| 2.     | SV Germania Weißstein           | 14   | 7  | 1 | 6  | 43:35 | 15:13 |
| 3.     | SC Rot-Weiß Striegau            | 14   | 7  | 1 | 6  | 31:22 | 15:13 |
| 4.     | SV Sportfreunde Neurode         | 12   | 5  | 3 | 4  | 19:25 | 13:11 |
| 5.     | VfB Preußen Langenbielau        | 13   | 5  | 3 | 5  | 32:33 | 13:13 |
| 6.     | Waldenburger SV 09              | 14   | 5  | 2 | 7  | 18:31 | 12:16 |
| 7.     | SV Preußen Waldenburg-Altwasser | 14   | 4  | 1 | 9  | 33:37 | 09:19 |
| 8.     | SV Silesia Freiburg             | 13   | 2  | 1 | 10 | 12:50 | 05:02 |

|  | Deelname promotie-eindronde |

### Groep Breslau
| Plaats | Club                            | Wed.           | W              | G              | V              | Saldo          | Ptn            |
| ------ | ------------------------------- | -------------- | -------------- | -------------- | -------------- | -------------- | -------------- |
| 1.     | LSV Immelmann Breslau           | 13             | 12             | 1              | 0              | 70:20          | 25:01          |
| 2.     | SC Minerva-Rasenfreunde Breslau | 14             | 7              | 3              | 4              | 29:28          | 17:11          |
| 3.     | SC Vorwärts Breslau             | 13             | 7              | 2              | 4              | 42:30          | 16:10          |
| 4.     | VSV Union Wacker Breslau        | 14             | 6              | 1              | 7              | 37:31          | 13:15          |
| 5.     | SSC Brieg                       | 13             | 6              | 0              | 7              | 31:31          | 12:14          |
| 6.     | SV 33 Klettendorf               | 13             | 3              | 3              | 7              | 21:41          | 09:17          |
| 7.     | VfB Breslau                     | 14             | 4              | 1              | 9              | 22:42          | 09:19          |
| 8.     | Reichsbahn SG Ohlau             | 14             | 2              | 3              | 9              | 23:52          | 07:21          |
| 9.     | VfR Schlesien 1897 Breslau      | Teruggetrokken | Teruggetrokken | Teruggetrokken | Teruggetrokken | Teruggetrokken | Teruggetrokken |
| 10.    | SC Germania 1904 Breslau        | Teruggetrokken | Teruggetrokken | Teruggetrokken | Teruggetrokken | Teruggetrokken | Teruggetrokken |

|  | Deelname promotie-eindronde                                                      |
|  | Trok zich na dit seizoen terug uit de competitie                                 |
|  | Trok zich tijdens seizoen terug, reeds gespeelde wedstrijden werden geannuleerd. |

### Groep Görlitz
| Plaats | Club                  | Wed. | W | G | V | Saldo | Ptn   |
| ------ | --------------------- | ---- | - | - | - | ----- | ----- |
| 1.     | Reichsbahn SG Görlitz | 12   | 9 | 1 | 2 | 40:20 | 19:05 |
| 2.     | LSV Görlitz           | 12   | 8 | 2 | 2 | 61:19 | 18:06 |
| 3.     | STC Görlitz           | 11   | 6 | 0 | 5 | 37:30 | 12:10 |
| 4.     | TuSV Niesky           | 12   | 6 | 0 | 6 | 25:42 | 12:12 |
| 5.     | ATV Penzig            | 12   | 4 | 2 | 6 | 34:36 | 10:14 |
| 6.     | SSVgg Bunzlau         | 11   | 3 | 1 | 7 | 13:45 | 07:15 |
| 7.     | KSG Lauban            | 12   | 1 | 2 | 9 | 17:35 | 04:20 |

|  | Deelname promotie-eindronde |
|  | Degradatie                  |

### Groep Liegnitz
| Plaats | Club                 | Wed.           | W              | G              | V              | Saldo          | Ptn            |
| ------ | -------------------- | -------------- | -------------- | -------------- | -------------- | -------------- | -------------- |
| 1.     | VfB Liegnitz         | 6              | 4              | 1              | 1              | 29:12          | 09:03          |
| 2.     | TSV Schlesien Haynau | 6              | 3              | 1              | 2              | 17:18          | 07:05          |
| 3.     | Post-SG Liegnitz     | 6              | 2              | 1              | 3              | 13:16          | 05:07          |
| 4.     | TV Lüben             | 6              | 1              | 1              | 4              | 12:25          | 03:09          |
| 5.     | SC Jauer             | Teruggetrokken | Teruggetrokken | Teruggetrokken | Teruggetrokken | Teruggetrokken | Teruggetrokken |
| 6.     | FC Preußen Goldberg  | Teruggetrokken | Teruggetrokken | Teruggetrokken | Teruggetrokken | Teruggetrokken | Teruggetrokken |

|  | Deelname promotie-eindronde                                                      |
|  | Trok zich na dit seizoen terug uit de competitie                                 |
|  | Trok zich tijdens seizoen terug, reeds gespeelde wedstrijden werden geannuleerd. |

## Promotie-eindronde
| Plaats | Club                       | Wed. | W | G | V | Saldo | Ptn.  |
| ------ | -------------------------- | ---- | - | - | - | ----- | ----- |
| 1.     | LSV Immelmann Breslau      | 6    | 6 | 0 | 0 | 14:03 | 12:00 |
| 2.     | LSV Richthofen Schweidnitz | 6    | 3 | 1 | 2 | 12:08 | 07:05 |
| 3.     | VfB Liegnitz               | 6    | 2 | 1 | 3 | 08:14 | 05:07 |
| 4.     | Reichsbahn SG Görlitz      | 6    | 0 | 0 | 6 | 02:11 | 00:12 |

|  | Promotie |